# 関ケ原町立関ケ原南小学校
関ケ原町立関ケ原南小学校 （せきがはらちょうりつ　せきがはらみなみしょうがっこう）は、かつて岐阜県不破郡関ケ原町に存在した公立小学校。

## 概要
- 2009年に関ケ原北小学校と統合。関ケ原小学校の新設により廃校。尚、1947年4月1日から1978年3月31日までの校名は「関ケ原町立関ケ原小学校」であった。
- 校地は新設された関ケ原小学校になっている。

## 沿革
- 1873年（明治6年）5月22日 - 関ケ原村に駸々義校が開校。
- 1879年（明治12年） -　公立関ケ原小学校に改称する。
- 1886年（明治19年） - 貫通学校を統合する。同時に関ケ原尋常小学校に改称する。
- 1888年（明治21年） - 松尾尋常小学校を分離する。
- 1891年（明治24年） - 松尾尋常小学校の不破郡立高等小学校[注釈 1]松尾分教場が関ケ原尋常小学校に移転し、不破郡立高等小学校関ケ原分教場となる。
- 1893年（明治26年） - 関ケ原尋常小学校が関ケ原尋常高等小学校に改称する。同時に不破郡立高等小学校関ケ原分教場は廃止。
- 1897年（明治30年） -
  - 関ケ原村、松尾村、藤下村、山中村、及び相川村の一部（野上）が合併し、関原村となる。
  - 松尾尋常小学校、野上尋常小学校を統合する。松尾分教場、野上分教場を設置。
- 1900年（明治33年） - 裁縫専修科を設置。
- 1918年（大正7年） - 農業補習学校を附設。
- 1926年（大正15年） - 青年訓練所を設置。
- 1928年（昭和3年） - 関原村が町制施行し、関ケ原町となる。
- 1935年（昭和10年） - 農業補習学校及び青年訓練所を廃止。青年学校を設置。
- 1941年（昭和16年）4月1日 - 関ケ原国民学校に改称する。
- 1945年（昭和20年）4月 - 本校での授業を中止し、松尾分教場、野上分教場、松尾会館、瑞龍寺[注釈 2]、願誓寺[注釈 3]、至心院[注釈 4]、法念寺などで分散疎開授業を行う（9月ころまで）。
- 1947年（昭和22年）4月1日 - 関ケ原町立関ケ原小学校に改称する。
- 1961年（昭和36年） - 新校舎完成。松尾分校を廃止。
- 1964年（昭和39年） - 野上分校を廃止。
- 1978年（昭和53年）4月1日 - 関ケ原町立関ケ原南小学校に改称する。校区の一部が新設の関ケ原北小学校に編入される。
- 2009年（平成21年）
  - 2月28日 - 閉校式を行う[1]。
  - 3月31日 - 統合により廃校。